# Jay-Jay Okocha
Augustine Azuka Okocha, mieux connu sous le nom de Jay-Jay Okocha, né le 14 août 1973 à Enugu au Nigeria, est un footballeur international nigérian qui évolue comme milieu de terrain offensif dans les années 1990 et 2000. Il possède également la nationalité turque qu'il a obtenue pendant son passage dans le club du Fenerbahçe SK.

## Biographie

### Enfance et formation
Augustine Azuka « Jay-Jay » Okocha naît le 14 août 1973 à Enugu au Nigeria. Il commence le football avec les équipes de jeunes du club local, l'Enugu Rangers International Football Club. Mais à l’adolescence, en dépit de prestations déjà impressionnantes, sa réputation demeure relativement confidentielle hors des frontières du Nigeria. Dans son club, le jeune surdoué peaufine sa technique sur des terrains bosselés.
À dix-huit ans, Augustine rend visite en Allemagne à son ami Binemi Numa. Binemi Numa est un bon joueur du VfB Borussia Neunkirchen et qui le fera accéder aux terrains d'entraînement de ce club de Division 3 allemande. Après une demi-heure de démonstration, la rumeur attire déjà les badauds et dirigeants. À son retour aux vestiaires, un contrat l'attend. À 18 ans, Okocha s'impose instantanément comme un élément important de l'équipe première en disputant 35 matches pour sept buts inscrits. Rapidement les clubs de l'élite lui font les yeux doux, séduits par sa tonicité, ses dribbles déroutants et la puissance de ses frappes.

### Eintracht Francfort (1991-1996)
Six mois plus tard, l'Eintracht Francfort se manifeste à son tour. En décembre 1991, Augustine Okocha découvre la Bundesliga. Roulettes, crochets courts, frappes placées, sens du contre-pied, la panoplie technique de ce créateur envahit alors les petits écrans allemands.
Reconnu et admiré dans un championnat européen côté, il va naturellement voir s'ouvrir à lui les portes de la sélection nationale. Son attitude est un peu dilettante et peu en rapport avec la rigidité et la rigueur en usage dans le championnat germanique, mais Okocha a du caractère. Détestant la manière forte, il refuse en compagnie de deux coéquipiers de se plier aux exigences de Jupp Heynckes, l'entraîneur fancfortois. Après un entraînement supplémentaire imposé avec l'équipe réserve, la veille d'un match contre Hambourg, il n'accepte pas de jouer. Sa cote de popularité lui évite alors l'exclusion.
Joueur adulé, il devient un personnage important de la cité allemande, que certains utilisent parfois comme Andreas von Schöller pour les élections municipales. Pas dupe, l'oiseau en profite pour déployer ses ailes. Très populaire, il enregistre un disque et un clip entouré d'enfants sous le titre de « I'm Jay-Jay ». Succès fulgurant, ce morceau de rock rythmé se vend à 10 000 exemplaires. Il quitte l'Allemagne après 90 matches et 17 buts inscrits de Bundesliga disputées avec l'Eintracht, et deux buts en quatorze matches de Coupe de l'UEFA.

### Fenerbahçe SK (1996-1998)
Okocha répond aux sirènes de Fenerbahçe qui l’engage contre 22 millions de francs (4,2 millions d'euros actuels), montant estimé faible à l'époque pour le niveau du joueur qui touche 1,7 million d'euros par an. Le tout frais champion des JO d'Atlanta explose littéralement à Istanbul, se révélant instantanément comme un des joueurs les plus spectaculaires de Süperlig. Il devient une célébrité - vend les images de son mariage avec Nkeshi, un mannequin nigérian pour 58 000 euros - boubou africain sur le dos, cheveux rouges, sourire en coin, il déboule sur les plateaux de télé et est très populaire dans le pays. La Turquie l’adore, c’est l'« Okochamania ». Il se fait par ailleurs naturaliser et adopte le nom de Mohamed Yavuz, patronyme qui restera essentiellement connu des seuls supporters turcs. Pour sa première saison à Fenerbahçe, il termine meilleur buteur du club avec 16 réalisations. Durant la saison 1996-1997, il contribue à faire tomber Manchester United à Old Trafford en Ligue des champions, véritable exploit pour un club turc à l'époque.
Beaucoup plus réaliste devant le but qu’il ne l’était en Allemagne, Okocha est aussi plus régulier dans ses performances, extrêmement déterminant au cœur du jeu des Marine et Jaune. C’est au stade Şükrü Saracoğlu qu'il aura le plus gros ratio buts par rencontres disputées de toute sa carrière, puisqu’il inscrit pas moins de 30 buts en deux saisons et soixante matches (un en Ligue des champions). Son style singulier, hyper-télégénique, et son attitude décontractée, font de lui une immense star dans le Bosphore, cependant dans le reste du monde le meneur de jeu de 25 ans n’est encore qu’un joueur de talent parmi tant d’autre.

### Paris Saint-Germain (1998-2002)
La Coupe du monde 1998 en France lui sert de tremplin. Après l'élimination de son équipe, Charles Biétry, alors directeur des sports de Canal+ et futur président délégué du PSG est intéressé par le meneur de jeu. Il veut en faire le successeur de Raí et Leonardo[réf. nécessaire]. Une fois nommé à la tête du club francilien il engage des négociations avec les dirigeants de Fenerbahçe et un accord est trouvé moyennant 90 millions de francs (soit 13,7 millions d'euros actuels), ce qui en fait alors le transfert le plus cher de la Division 1 française, et le joueur africain le plus cher de l'histoire du football. Au siège de Fenerbahçe, l'annonce du départ d’Okocha fait l'effet d'une bombe et les locaux du club stambouliote sont assaillis par les fans hystériques. Okocha signe un contrat de quatre ans en faveur du Paris Saint Germain, contrat qu’il honorera jusqu’à son terme.
Jay-Jay débarque au Camp des Loges au début du mois d'août. Le 8 août 1998, à Bordeaux, il effectue son entrée en jeu au bout de 76 minutes et dribble deux joueurs et avant de marquer un but de 25 mètres, laissant Ulrich Ramé impuissant. La semaine suivante, il est aligné d'entrée par Alain Giresse et l'entente avec Marco Simone est immédiate. Ce coup d’éclat sera le premier d'une longue série, entrecoupée par quelques prestations nettement plus insipides et par de trop nombreuses blessures. Au PSG, Okocha renforce sa réputation d'artiste du ballon, doté d’une technique individuelle impeccable, très au-dessus de la moyenne. Son sens du dribble lui vaut d’ailleurs qu'un geste porte son nom, le « Jay-Jay » (roulette du pied droit, puis feinte de roulette pied gauche enchaînée à une feinte de corps). L'exemple le plus naturel demeurant ses fameuses frappes à la fois très puissantes et précises, de soliste, capable de prestations de haute volée comme de sorties beaucoup plus ternes, dans une période de transition due au départ programmé de Canal +. Sa première saison dans la capitale parisienne s'avère ainsi plus délicate que prévu. L'entraîneur est rapidement limogé après une piteuse élimination en Coupe des Coupes contre le Maccabi Haïfa. Artur Jorge lui succède jusqu'en mars 1999, avant d'être lui-même remplacé par Philippe Bergeroo. Entretemps, Laurent Perpère avait également succédé à Charles Biétry, en tant que Président. Okocha marquera trois buts supplémentaires en championnat (dont un doublé le 30 octobre 1998 contre Auxerre).
Dans un effectif renforcé par les arrivées d'Ali Benarbia, Laurent Robert et Christian la saison 1999-2000 est mieux réussie d'un point de vue collectif. Le club se classe second du championnat, mais échoue piteusement en finale de la coupe de la Ligue contre Gueugnon. Okocha marque à deux reprises dans ce bon parcours en championnat, le 14 août 1999 contre Metz et le 12 septembre 1999 contre Bordeaux. À cette occasion il trompe encore Ulrich Ramé en envoyant une lourde frappe dans un angle très fermé, qui lobe l'infortuné gardien adverse.
Pour son retour en Ligue des champions le PSG se renforce durant l'intersaison et l'effectif 2000-2001 est renforcé de manière ambitieuse, avec les signatures de Stéphane Dalmat, Peter Luccin et Nicolas Anelka. La saison du Nigérian commence bien (un but contre Saint-Étienne à la 7e journée), mais elle est rapidement tronquée à partir du déplacement à Monaco du 18 novembre 2000, et il n'apparait plus qu'à six reprises en championnat jusqu'à la fin de la saison. Okocha marque encore le 3 mars 2001 en ouvrant le score contre Toulouse d'une frappe lointaine (victoire 3-0). Il en fait de même quatre jours plus sur le terrain de La Corogne, mais son équipe est finalement remontée et battue 4-3 après avoir mené 0-3 au Riazor. Pour cette troisième année à Paris, il connaît son quatrième entraîneur, avec le retour de Luis Fernandez à partir de décembre 2000.
Pour sa dernière année de contrat en 2001-2002, l'équipe prend un accent hispanique, avec les signatures de Cristóbal et Gabriel Heinze après celles de Mauricio Pochettino et Mikel Arteta six mois plus tôt. La colonie lusophone est également très représentée avec Aloísio, Alex et Hugo Leal, bientôt rejoints par un jeune Brésilien prometteur, un certain Ronaldinho. Okocha voit partir son compatriote Godwin Okpara, mais il est rejoint par le jeune Bartholomew Ogbeche. Il réalise alors une excellente entame de saison, marquant notamment cinq buts en coupe Intertoto, qu'il remporte en finale contre le Brescia de Roberto Baggio. Cet unique trophée gagné avec Paris lui permet de jouer la coupe de l'UEFA. Okocha marque aussi à quatre reprises en championnat (il inscrit son dernier but pour le PSG le 6 avril 2002 sur un coup franc en force qui trompe Landreau). Le 27 avril 2002, il fait ses adieux au Parc des Princes avant de disputer sa dernière rencontre sous le maillot parisien à Lille, le 4 mai 2002 (défaite 1-0).
Okocha aura accompli les quatre années de son contrat, côtoyant d'excellents joueurs, mais ne faisant jamais partie de collectifs efficaces. Au fil des ans, des entraîneurs successifs et des compositions d'équipe, Okocha délaisse son rôle de meneur de jeu pour occuper plus souvent un rôle de premier relayeur devant la défense. Il dispute un total de 84 matches de championnat pour 12 buts, 8 matches en coupes nationales pour 1 but, 11 matches de Coupe d'Europe (C1, C2 et C3) pour 2 buts et 6 matches de Coupe Intertoto pour 5 buts. Il quitte alors la France et laisse son numéro 10 à Ronaldinho avant de s’envoler pour Bolton au terme de son engagement contractuel.

### Bolton Wanderers (2002-2006)
À la suite d’une Coupe du monde 2002 moins reluisante que les précédentes pour les "Super Eagles" en raison d’une relève générationnelle qui ne s'opère pas après la fin de la génération Daniel Amokachi et d'une poule compliquée, Okocha change de championnat et rejoint la Premier League. À Bolton, il retrouve un ancien partenaire du PSG avec Bernard Mendy et évolue aussi avec Youri Djorkaeff et Iván Campo, récent transfuge du Real Madrid. L'effectif de Sam Allardyce est alors composé de joueurs confirmés, mais plutôt en fins de carrières.
Comme dans ses précédents clubs, Okocha est adopté par les supporters rapidement, et en définitive il met tous les observateurs de la ligue d’accord sur son talent : même trentenaire, Okocha est encore un incroyable footballeur. Comme à ses plus belles heures en Turquie et en Allemagne, le Reebok Stadium va bientôt lui vouer un véritable culte[réf. nécessaire]. Si son coup de rein est moins déroutant et ses accélérations plus rares, Okocha reste ce joueur capable de déstabiliser une défense d’un coup de patte, de déclencher des frappes soudaines et violentes à des distances improbables, de sortir le dribble qui va faire le tour des télés britanniques pendant une semaine. Malgré ses coéquipiers prestigieux il est incontestablement la star de l’équipe. Il contribue grandement à sauver le petit club de la banlieue de Manchester en inscrivant sept buts vitaux pour sa première saison en Angleterre.
L’année suivante il est désigné capitaine et emmène l’équipe en finale de la League Cup. Il obtient en outre le meilleur classement en Premier League de l’histoire du club (8e). Okocha est alors à la fois capitaine des Super Eagles et capitaine de Bolton. Il est élu meilleur joueur africain par la BBC en 2003 et 2004, et il est à ce jour le seul joueur à avoir remporté ce trophée deux fois, à fortiori deux fois d’affilé. Il est aussi considéré comme le deuxième plus grand joueur de l’histoire de Bolton après Nat Lofthouse (un international anglais des années 1950). Au terme de son contrat avec Bolton et attiré comme d’autres par les pétrodollars des clubs du Moyen-Orient, il décide ne pas prolonger (on l’a aussi destitué du capitanat quelques mois plus tôt) et de s’engager avec le Qatar SC pour la saison 2006-2007[non neutre]. Il aura disputé 124 matches de Premier League pour Bolton et marqué 14 buts, et disputé la Coupe de l'UEFA avec les Wanderers.

### Qatar SC (2006-2007)
Dans le championnat qatari, Okocha succède à son ancien coéquipier Ali Benarbia. Dans une équipe instable où les entraîneurs se succèdent, il joue 41 matches et inscrit 6 buts. Après seulement un an, il quitte rapidement le golfe Persique.

### Hull City AFC (2007–2008)
En 2007-2008, il retrouve l'Angleterre avec l'équipe de Hull City en Championship (2e division anglaise). À 34 ans, Okocha participe à la montée du club en Premier League, disputant 18 rencontres avant de prendre sa retraite.

## Statistiques

### Générales par saison
| Saison    | Club                | Championnat | Championnat | Coupes Nationales | Coupes Nationales | Coupes Continentales | Coupes Continentales | Coupes Continentales | Total   | Total |
| Saison    | Club                | Matches     | Buts        | Type              | Matches           | Compétition          | Matches              | Buts                 |         |       |
| Saison    | Club                | Matches     | Buts        | Type              | Matches           | Compétition          | Matches              | Buts                 | Matches | Buts  |
| --------- | ------------------- | ----------- | ----------- | ----------------- | ----------------- | -------------------- | -------------------- | -------------------- | ------- | ----- |
| 1992-1993 | Eintracht Francfort | 20          | 2           |                   |                   | C3                   | 3                    | 0                    | 23      | 2     |
| 1993-1994 | Eintracht Francfort | 19          | 2           |                   |                   | C3                   | 4                    | 2                    | 23      | 4     |
| 1994-1995 | Eintracht Francfort | 27          | 7           |                   |                   | C3                   | 7                    | 0                    | 34      | 7     |
| 1995-1996 | Eintracht Francfort | 24          | 7           |                   |                   | -                    | -                    | -                    | 24      | 7     |
| 1996-1997 | Fenerbahçe          | 33          | 16          |                   |                   | C1                   | 8                    | 1                    | 41      | 17    |
| 1997-1998 | Fenerbahçe          | 30          | 14          |                   |                   | C3                   | 2                    | 0                    | 32      | 14    |
| 1998-1999 | Paris SG            | 25          | 4           | 2                 | 0                 | C2                   | 2                    | 1                    | 29      | 5     |
| 1999-2000 | Paris SG            | 23          | 2           | 3                 | 0                 | -                    | -                    | -                    | 26      | 2     |
| 2000-2001 | Paris SG            | 16          | 2           | 1                 | 0                 | C1                   | 6                    | 1                    | 23      | 3     |
| 2001-2002 | Paris SG            | 20          | 4           | 2                 | 1                 | CI + C3              | 6+3                  | 5+0                  | 31      | 10    |
| 2002-2003 | Bolton Wanderers    | 31          | 7           | 1                 | 0                 | -                    | -                    | -                    | 32      | 7     |
| 2003-2004 | Bolton Wanderers    | 35          | 0           | 6                 | 3                 | -                    | -                    | -                    | 41      | 3     |
| 2004-2005 | Bolton Wanderers    | 31          | 6           | 2                 | 1                 | -                    | -                    | -                    | 33      | 7     |
| 2005-2006 | Bolton Wanderers    | 27          | 1           | 4                 | 1                 | C3                   | 7                    | 0                    | 38      | 2     |
| 2006-2007 | Qatar SC            | 41          | 6           |                   |                   |                      |                      |                      | 41      | 6     |
| 2007-2008 | Hull City           | 18          | 0           | 1                 | 0                 | -                    | -                    | -                    | 19      | 0     |

### Buts en sélections
| 1      | 03/07/1993 | Algérie        | Coupe du monde de football 1994 (qualifications) |
| 2      | 14/02/1994 | Suriname       | Match amical                                     |
| 3      | 11/06/1995 | États-Unis     | Match amical                                     |
| 4 et 5 | 23/01/2000 | Tunisie        | CAN 2000                                         |
| 6      | 13/02/2000 | Cameroun       | CAN 2000 (finale)                                |
| 7      | 17/06/2000 | Sierra Leone   | Coupe du monde de football 2002 (qualifications) |
| 8      | 01/07/2001 | Soudan         | Coupe du monde de football 2002 (qualifications) |
| 9      | 31/01/2004 | Afrique du Sud | CAN 2004                                         |
| 10     | 08/02/2004 | Cameroun       | CAN 2004                                         |
| 11     | 11/02/2004 | Tunisie        | CAN 2004                                         |
| 12     | 13/02/2004 | Mali           | CAN 2004 (match pour la 3e place)                |
| 13     | 18/06/2005 | Angola         | Coupe du monde de football 2006 (qualifications) |

## Palmarès

### En club
- Vainqueur de la Coupe Intertoto en 2001 avec le PSG
- Vice-champion de Turquie en 1998 avec Fenerbahçe
- Vice-champion de France en 2000 avec le PSG
- Finaliste de la Coupe de la Ligue en 2000 avec le PSG
- Finaliste de la League Cup en 2004 avec Bolton

### En sélection nationale
- 73 sélections et 14 buts avec entre 1993 et 2006[3]
- Champion olympique en 1996
- Vainqueur de la Coupe d'Afrique des nations en 1994
- Participation à la Coupe d'Afrique des nations en 1994 (Vainqueur), en 2000 (Finaliste), en 2002 (3e), en 2004 (3e) et en 2006 (3e)

### Distinctions individuelles
- Nommé au FIFA 100 en 2004
- Meilleur buteur de la Coupe d'Afrique des nations en 2004 (4 buts)
- Élu meilleur joueur de la Coupe d'Afrique des nations en 2004
- Élu joueur du mois du championnat d'Angleterre en novembre 2003

### Honneur
- À Ogwasi Uku, un stade de football porte son nom